# Singlefjorden
59°5′20″N 11°8′55″Ø / 59.08889°N 11.14861°Ø
Singlefjorden er en omkring 25 kilometer lang fjord i Viken fylke i Norge, nær grænsen til Sverige. Den ligger hovedsagelig øst for Hvaler. Helt ved rigsgrænsen strækker den smalle Ringdalsfjorden sig østover mod Halden og så videre mod syd  langs rigsgrænsen som Iddefjorden. Singlefjorden strækker sig mod Oslofjorden i vest og modtager en del vand fra elven  Glomma, som munder ud ved Fredrikstad. 
Bortset fra Iddefjorden er andre mindre fjordarme Skjebergkilen, som går nordover til Skjeberg, Røsneskilen og Tosekilen.